# Ludvig Koch
Hans Ludvig Schielderup Parelius Koch, född 1837, död 1917, var en dansk präst och kyrkohistorisk författare.
Koch blev teologie hedersdoktor vid Köpenhamns universitet 1917. Bland Kochs arbeten märks Den danske Kirkes Historie 1801-1817 och Den danske Kirkes Historie 1817-1854, Fra Grundtvigianismens og den indre Missions Tid (1898) samt Oplysningstiden i den danske Kirke (1914).

## Utmärkelser
- Riddare av Dannebrogorden,  1891[4]
- Dannebrogsmännens hederstecken,  1910[4]

[Redigera Wikidata]

## Fotnoter
1. 1 2  Aaron Swartz, Open Library, Open Library-ID: OL2272617A, läst: 9 oktober 2017.[källa från Wikidata]
2. 1 2  Aaron Swartz, Open Library, Open Library-ID: OL5718251A, läst: 9 oktober 2017.[källa från Wikidata]
3. 1 2  Dansk Biografisk Lexikon, Dansk biografisk Leksikon-ID: L._Koch, läs online.[källa från Wikidata]
4. 1 2 3 4 5 6 7  Dansk Biografisk Leksikon, 3. udgave, tredje utgåvan, 1984, läs online.[källa från Wikidata]